# Bahnstrecke Übersee–Marquartstein
| Streckennummer: | 5732                                 |                  |                  |
| Kursbuchstrecke: | zuletzt 428g, davor 428m 428n (1946) |                  |                  |
| Streckenlänge: | 8,02 km                              |                  |                  |
| Spurweite: | 1435 mm (Normalspur)                 |                  |                  |
| Maximale Neigung: | 7 ‰                                  |                  |                  |
| Minimaler Radius: | 180 m                                |                  |                  |
| |                                      |                  |                  |
| \| \| \| von Rosenheim \| \| \| \| 0,0 \| Übersee \| 527 m \| \| \| \| nach Salzburg \| \| \| \| 3,4 \| Mietenkam \| Mietenkam \| \| \| 5,4 \| Staudach-Grassau \| Staudach-Grassau \| \| \| 8,0 \| Marquartstein \| 545 m \| |                                      |                  |                  |
| Strecke |                                      | von Rosenheim    | von Rosenheim    |
| Bahnhof | 0,0                                  | Übersee          | 527 m            |
| Abzweig ehemals geradeaus und nach links |                                      | nach Salzburg    | nach Salzburg    |
| Haltepunkt / Haltestelle (Strecke außer Betrieb) | 3,4                                  | Mietenkam        | Mietenkam        |
| Bahnhof (Strecke außer Betrieb) | 5,4                                  | Staudach-Grassau | Staudach-Grassau |
| Kopfbahnhof Streckenende (Strecke außer Betrieb) | 8,0                                  | Marquartstein    | 545 m            |

Die Bahnstrecke Übersee–Marquartstein war eine Nebenbahn in Bayern. Sie verlief von Übersee nach Marquartstein.

## Vorgeschichte und Bau
Nach Erlass des bayerischen Lokalbahngesetzes vom 21. April 1884 entstand die Lokalbahn-/Nebenbahn-Strecke vom Bahnhof Übersee nach Marquartstein durch das Tal der Tiroler Ache. Der offizielle Baubeginn lag im April 1885 und die Strecke wurde am 10. August desselben Jahres eröffnet. Von Beginn an lag der Schwerpunkt im Güterverkehr, vornehmlich dem Holztransport. Eine durch private und kommunale Interessen geplante und 1878 ausgearbeitete Streckenführung bis Unterwössen erwies sich als zu kostspielig und wurde nicht ausgeführt.

## Betrieb
Durch den umfangreichen Transport von Holz, Kies, Steinen und Zement war die Strecke von Anfang an wirtschaftlich sehr erfolgreich. Mit dem zunehmenden Tourismus („Sommerfrischler“) entwickelte sich bis zum Ersten Weltkrieg ein reger Personenverkehr, ebenso wieder in den 1930er Jahren („KdF-Bewegung“).
Den Zugverkehr besorgten zunächst zwei bayerische D-VI-Lokomotiven (Fabriknummern 1659 „Marquartstein“ und  1835 „Staudach“), danach der PtL 2/2 (BR 98.3), später ergänzt durch die Pt 2/3 (BR 70.0). In den 1950ern wurden diese abgelöst durch Schienenbusse der Baureihe VT 95. Danach wurde der Verkehr durch Köf II und Köf III abgewickelt, letztendlich durch die Baureihen 211/212.

## Stilllegung
Durch den zunehmenden Individualverkehr und das erweiterte Linienbusnetz wurde der Personenverkehr in den 1960er Jahren immer unwirtschaftlicher und am 25. Mai 1968 eingestellt. Danach diente die Strecke ausschließlich dem Güterverkehr, abgesehen von einigen Sonderzügen in den 1980er Jahren. Da in den nachfolgenden Jahren auch der Gütertransport abnahm – bewirkt auch durch die Abwanderung von Industrie und Gewerbe – wurde schließlich 1970 der Stückgutverkehr eingestellt. 1986 erfolgte eine deutliche Vereinfachung der Gleisanlagen im Endbahnhof. Zusammen mit den notwendig gewesenen kostspieligen Erneuerungs- und Sicherungsmaßnahmen führte dies zu Stilllegungsplänen und am 1. April 1992 zur endgültigen Einstellung des Güterverkehrs.

## Heutiger Zustand
Gleise und Oberbau wurden 1993 abgebaut. Das Empfangsgebäude in Staudach-Grassau wurde 1995 abgerissen, das Bahnhofsgebäude in Marquartstein im Jahr 2000. Erhalten geblieben ist dort der ehemalige Lokschuppen. Eine Nutzung des Bahnkörpers als Radweg unterblieb. Teile des Bahnkörpers wurden durch Straßenverbreiterungen überbaut. Eine Bildtafel am Standort des ehemaligen Bahnhofes in Staudach Grassau erinnert an den Streckenverlauf und diesen Bahnhof. Am Rathausvorplatz in Marquartstein, am Ort des ehemaligen Endbahnhofes, weist ein ins Pflaster eingelassenes Gleisstück mit Prellbock zusammen mit einer Informationstafel auf die Strecke hin.
Die Verkehrsbedienung erfolgt heute durch die Buslinien 9505 (Reit im Winkl – Marquartstein – Grassau – Prien) und 9509 (Reit im Winkl – Marquartstein – Grassau – Übersee – Traunstein) der DB-Tochter Regionalverkehr Oberbayern.

## Bilder

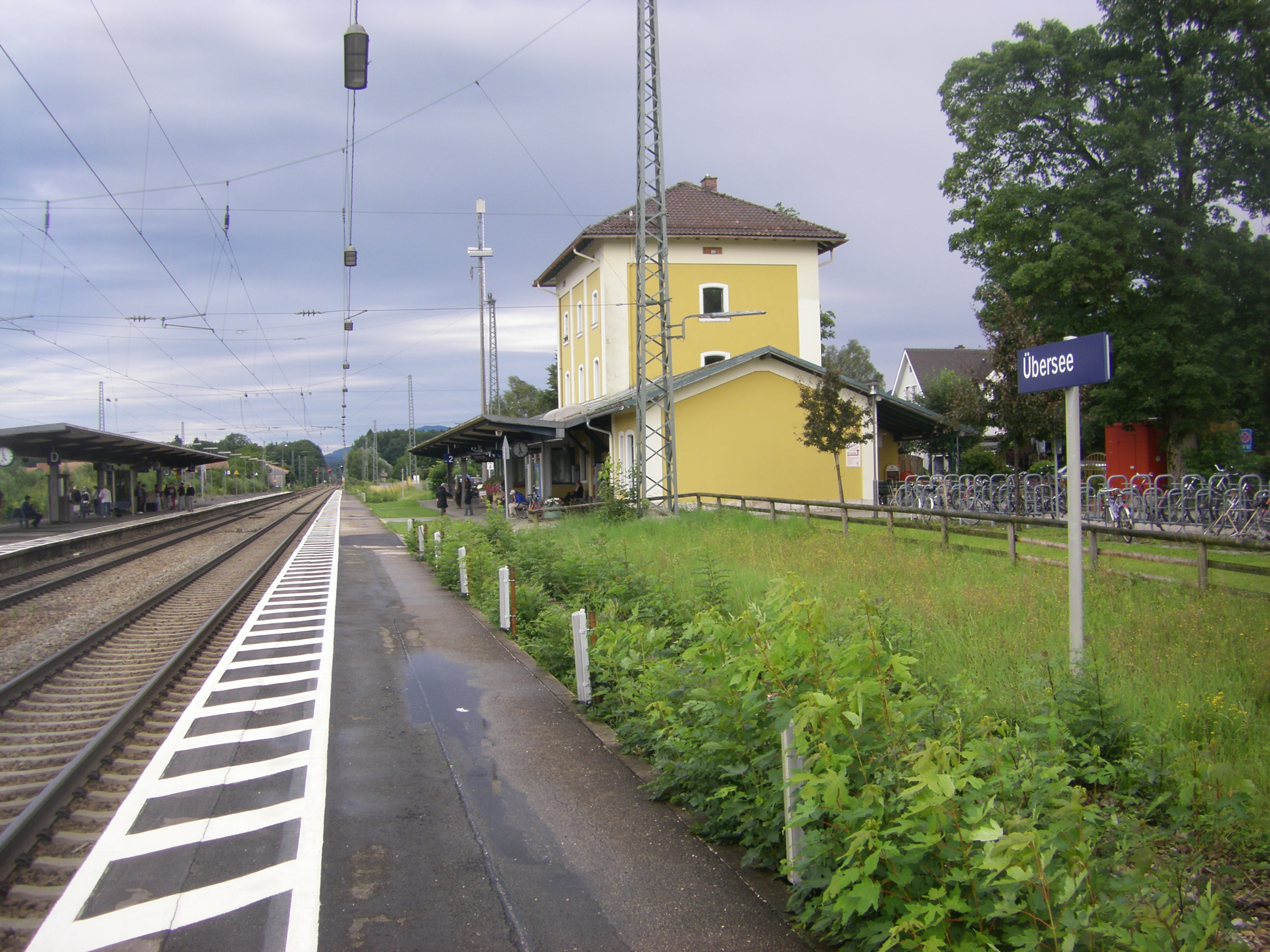
Bahnhof Übersee: Die Züge nach Marquartstein fuhren auf dem heute überwucherten Gleis 1 ab.
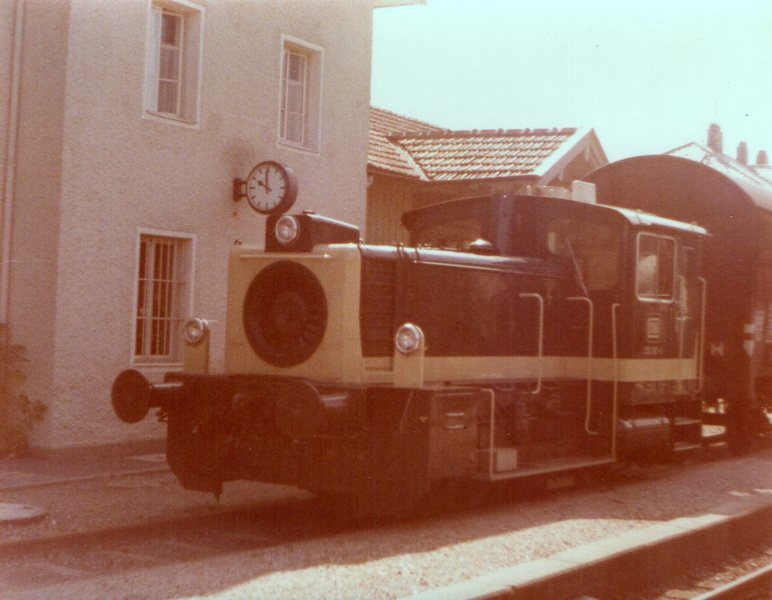
Kleinlok der Baureihe 333 mit einem Übergabe-Güterzug vor dem Bahnhofsgebäude Marquartstein im August 1975
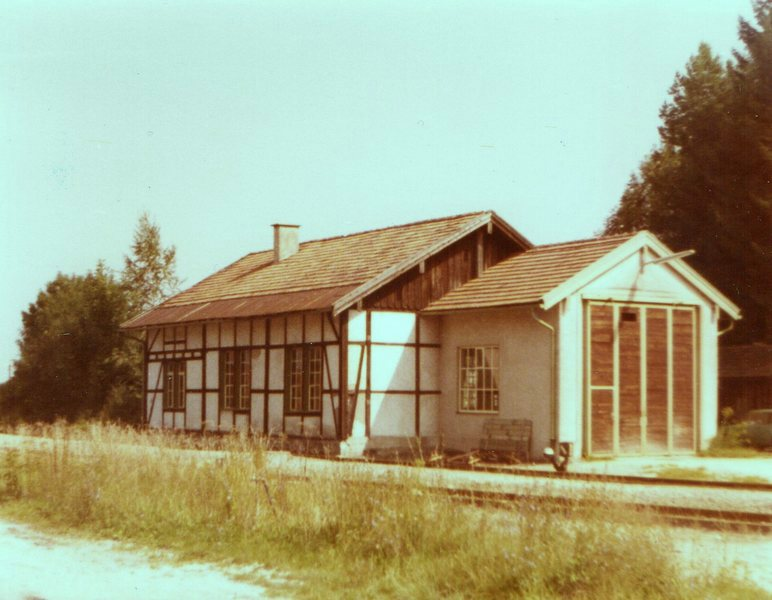
Lokschuppen Marquartstein im August 1975
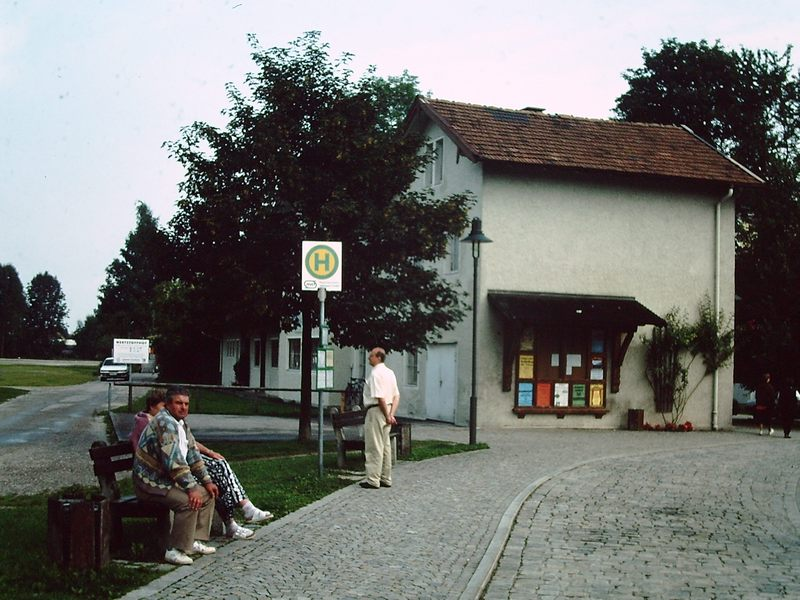
Bahnhofsgelände Marquartstein im August 1996, nach dem Abbau der Gleise und Verlegung der Straße auf das Bahngelände. Links der frühere Gleisbereich, rechts das Empfangsgebäude.
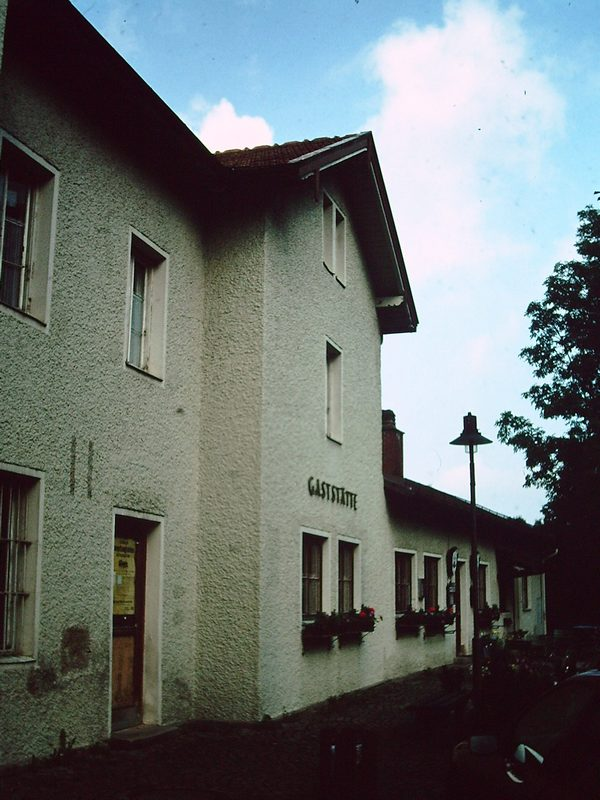
Empfangsgebäude des Bahnhofs Marquartstein im August 1996
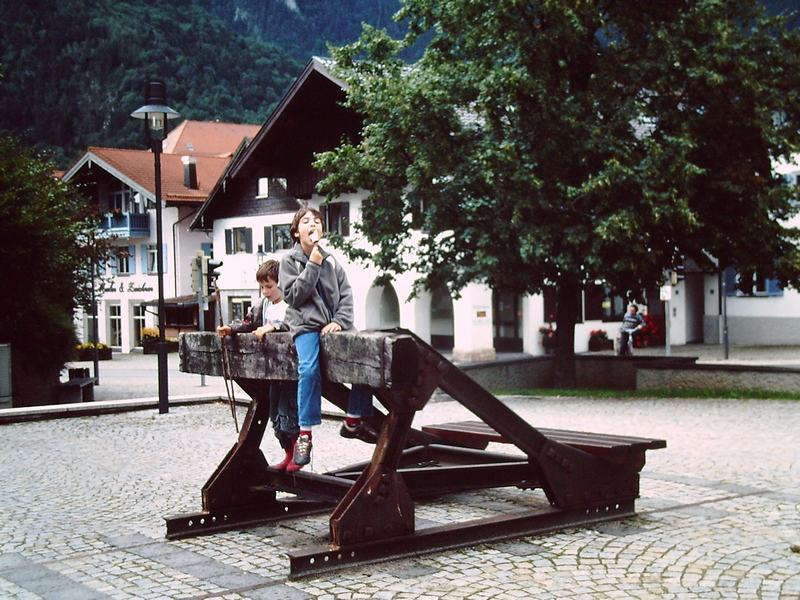
Prellbock zur Erinnerung an den früheren Bahnhof